# Moukunniemi
Moukunniemi är en udde i Finland. Den ligger i Ijo kommun i landskapet Norra Österbotten, i den centrala delen av landet, 600 km norr om huvudstaden Helsingfors.
Terrängen inåt land är platt. Havet är nära Moukunniemi åt sydväst. Runt Moukunniemi är det glesbefolkat, med 9 invånare per kvadratkilometer. Närmaste större samhälle är Kuivaniemi, 9,8 km nordväst om Moukunniemi. 